# Flugplatz Fagurhólsmýri

i8
i11
i13
Der Flugplatz Fagurhólsmýri (IATA-Code: FAG, ICAO-Code: BIFM) liegt im Süden von Island.
Fagurhólsmýri ist eine kleine Siedlung in Öræfi.
Durch die starken Gletscherströme über den Skeiðarársandur im Westen und der Jökulsá á Breiðamerkursandi im Osten war Öræfi eines der entlegensten Gebiete Islands.
Darum war ein Flugplatz besonders für den Warenverkehr erforderlich.
Im Osten wurde eine Brücke 1967 fertiggestellt und 1974 die Brücke Skeiðarárbrú.
So konnte die Ringstraße  eröffnet werden.
Schon zu Beginn der 1940er Jahre landeten gelegentlich Flugzeuge auf den Kiesflächen südlich des Hofes.
Ab 1942 bauten Mitglieder der umliegenden Sportvereine mit einfachen Werkzeugen die Landebahn aus.
Ab 1948 begannen Douglas DC-3-Flugzeuge des Flugfélag Íslands mit dem Transport verschiedener Güter.
Fagurhólsmýri liegt auf der Flugstrecke zwischen Reykjavík und Höfn.
Als Beispiel für das Transportvolumen: Im Jahr 1967 transportierten die Flugzeuge fast 92 Tonnen Güter aus Reykjavík und fast 71 Tonnen zurück.
Das waren deutlich mehr als im selben Jahr nach Húsavík transportiert wurden.
Der Frachtflug wurde 1974 eingestellt, als die Gletscherflüsse überbrückt wurden.
Linienflüge wurden 1980 eingestellt.
Charterflüge gab es bis 1984 besonders für Touristen in den Skaftafell-Nationalpark.
Dort wurde in dem Jahr ein privater Flugplatz eröffnet.